# Амерички кутак у Новом Саду
Амерички кутак у Новом Саду (енгл. American corner in Novi Sad) почео је са радом 6. октобра 2004. као заједнички пројекат Америчке амбасаде у Београду и Културног центра Новог Сада. Налази се у улици Кеј жртава рације 2.

## Опште информације
Амерички кутак у Новом Саду заинтересованима омогућава коришћење колекција књига, часописа, аудио ЦД-ова и ДВД-ева и Интернета и организују програме са циљем пружања детаљнијих и поузданих информација о Сједињеним Америчким Државама.
Колекција Америчког кутка је мултимедијална и доступна свим члановима, укључујући и електронске читаче књига, таблете и иПадове који омогућавају приступ разноврсној електронској колекцији. Простор Кутка је организован тако да се у њему могу одвијати различити програми попут радионица, предавања, презентација, филмова, састанака и изложби. Колекција Америчког кутка се састоји од књига које су углавном на енглеском језику и укључују романе, поезију, есеје, стручну литературу као и књиге потребне за упис на Америчке колеџе. Приступ колекцији Америчког кутка је бесплатан и на располагању свима.
Амерички кутак Нови Сад је децембра 2015. увео могућност полагања ТОЕФЛ® иБТ испита и тако је постао једина институција у Новом Саду, и једна од четири у Србији, која је званични ТОЕФЛ® иБТ тест центар. Новосадски тест центар пружа могућност полагања овог теста за максимум петнсест кандидата на рачунарима распоређеним у три одвојене просторије.
Амерички кутак Нови Сад садржи конверзацијске клубове, ТОЕФЛ тест центар, библиотеку на енглеском језику, енглески језик за децу, изложбе, промоције књига и коришћење рачунара и интернета. Чланарина је бесплатна за све заинтересоване.